# Makedonska Radio Televizija
La Makedonska Radio Televizija (in macedone: Македонска радио телевизија, letteralmente Radio Televisione Macedone, o MRTV) è l'emittente radiotelevisiva pubblica della Macedonia del Nord.
Fino alla dissoluzione della Repubblica Federale di Jugoslavia faceva parte della Jugoslavenska radiotelevizija (JRT).
Attualmente fa parte dell'Unione Europea di Radiodiffusione (UER) e trasmette l'Eurovision Song Contest prendendovi parte dal 1998.

## Organizzazione
MRT gestisce 6 canali televisivi:
- MRT 1
- MRT 2
- MRT 3
- MRT Sobraniski Kanal
- MRT Sat
- MRT 2 Sat

e 3 canali radiofonici:
- Radio Skopje, di carattere informativo;
- Radio 2, dedicato a intrattenimento e musica;
- Radio 3, dedicato alle minoranze del paese.